# Crystals (álbum de Electric Callboy)
Crystals es el tercer álbum de larga duración de la banda alemana de electronicore, Electric Callboy.

## Historia
Lanzado el 20 de marzo de 2015, "Crystals" fue el empujón de Electric Callboy para llegar a más personas, saliendo de Europa para llegar a Estados Unidos y a gran parte de Latinoamérica. Esto fue gracias a la promoción internacional que le dio su nueva discográfica, Airforce1 Records y Spinefarm Records, asociadas con Universal Music Group.
El álbum cuenta con 13 canciones estándar y con 15 para la versión deluxe y fue lanzado para iTunes y Spotify, además la discográfica Airforce1 Records subió a su cuenta oficial de Youtube un video repaso de todas las canciones del disco.
La canción número 2 del disco, titulada Baby (T.U.M.H.) es un cover de NSYNC y el título original es "Tearin' Up My Heart". Además, la canción número 7, Best Day tiene una segunda versión en donde el rapero Sido no colabora, y en su lugar hay un nuevo verso de la canción.

## Lista de canciones
Edición Estándar

| N.º | Título                  | Duración |  |
| 1.  | «Pitch Blease»          | 3:17     |  |
| 2.  | «Baby (T.U.M.H.)»       | 3:13     |  |
| 3.  | «My Own Summer»         | 3:40     |  |
| 4.  | «Kill Your Idols»       | 3:53     |  |
| 5.  | «Ritual»                | 0:33     |  |
| 6.  | «Monster»               | 2:54     |  |
| 7.  | «Best Day» (con Sido)   | 3:56     |  |
| 8.  | «2 Fat 2 Furious»       | 3:46     |  |
| 9.  | «F.D.M.D.H.»            | 1:48     |  |
| 10. | «Paradise In Hell»      | 3:18     |  |
| 11. | «Crystals»              | 3:38     |  |
| 12. | «Walk On The Thin Line» | 3:51     |  |
| 13. | «Closure»               | 1:09     |  |

Edición Deluxe

| N.º | Título                       | Duración |  |
| 14. | «Baby (T.U.M.H.)» (Acoustic) | 3:11     |  |
| 15. | «My Own Summer» (Remix)      | 2:39     |  |

## Músicos

### Eskimo Callboy
- Sebastian "Sushi" Biesler – Voz
- Kevin Ratajczak – Voz, Teclados
- Daniel "Danskimo" Haniß – Guitarra
- Pascal Schillo – Guitarra
- Daniel Klossek – Bajo
- David Friedrich – Batería

Músicos invitados
- Paul Hartmut Würdig como colaborador en la canción "Best Day"